# Cordyla parva
Cordyla parva är en tvåvingeart som beskrevs av Garrett 1925. Cordyla parva ingår i släktet Cordyla och familjen svampmyggor.
Artens utbredningsområde är British Columbia. Inga underarter finns listade i Catalogue of Life.